# Hullet
Hullet er en dansk kortfilm fra 1998, der er instrueret af Olivier Bugge Coutté.

## Handling
En tidlig morgen slæber arbejdsgiveren Graves fire mænd ud på en øde mark for at grave et hul. Men inden han får givet nogen instrukser om hullet forsvinder han, og problemerne melder sig derfor hurtigt: skal det være dybt eller fladt, bredt eller smalt...